# Nördliche Fliege

Das alte Sternbild Nördliche Fliege

Die nördliche Fliege (lat. musca borealis) ist ein Sternbild des Nordhimmels, das zwar in einigen Sternkatalogen der Neuzeit zu finden ist, aber nicht zu den 88 von der Internationalen Astronomischen Union (IAU) anerkannten Sternbildern zählt. Sie stimmt mit den historischen Sternbildern Biene (Apes) nach Plancius und Wespe (Vespa) nach Bartsch überein.

## Beschreibung
Die nördliche Fliege ist eine kleine Sterngruppe im östlichen Teil des offiziellen Sternbildes Widder angrenzend an die Sternbilder Dreieck und Perseus. Hauptstern ist der Stern dritter Größenklasse Bharani (41 Arietis).

## Geschichte
1598 erschien das Sternbild als Biene (Apes) auf einem Himmelsglobus von Petrus Plancius, 1600 bei Jodocus Hondius, 1602/03 auch bei Blaeu. Jacob Bartsch nannte es aber 1624 Wespe, weil Bayer auch eine Biene (Apis) am Südhimmel eingeführt hatte (die heutige Fliege), und deutete sie in religiösem Kontext als ein Insekt, das in der Geschichte von Samson erwähnt wird. Musca heißt das Sternbild erstmals bei Johannes Hevelius in der Uranographia von 1664 (postum veröffentlicht 1690), später Musca borealis in Abgrenzung zur (südlichen) Fliege. Auch in der Vorstellung der Gestirne 1782 und in der Uranographia 1801 von Johann Elert Bode findet sich dieser Name noch.
In der Uranometria Johann Bayers von 1603 ist sie nicht verzeichnet.